# Béatrice d'Albon
Béatrice d'Albon, född 1161, död 16 december 1228 på Château de Vizille, var regerande grevinna av Albon och dauphine av Viennois från 1162 till 1228. Hon var även hertiginna av Burgund 1183–1192 som gift med hertig Hugo III av Burgund.

## Biografi
Béatrice d'Albon var dotter till greve Guigues V d'Albon och Béatrice de Montferrat. 
Vid sin fars död år 1162 ärvde hon hans domäner vid ett års ålder (hennes mor förmodas också ha varit död vid denna tidpunkt). Hennes farmor Clémence-Marguerite de Bourgogne var regent 1162–1164, då hon avled.
Béatrice d'Albon gifte sig med sin farmors tillåtelse vid två års ålder 1164 med den sjuårige Albéric Taillefer de Toulouse. Både hennes och hennes makes domäner tycks ha regerats av makens farbror Alphonse de Toulouse under deras omyndighet. Hon blev en barnlös änka vid tjugotvå års ålder 1183.
Béatrice d'Albon gifte sig 1183 med Hugo III av Burgund. Paret fick två döttrar och en son. Maken blev hennes medregent jure uxoris. Paret regerade tillsammans och undertecknade regeringshandlingar och donationer tillsammans. Hon blev änka 1192. Under tio år regerade hon sedan ensam. 
Béatrice d'Albon gifte sig 1202 med Hugues de Coligny. Paret fick en dotter. Hon avled 1228 och efterträddes av sin son i andra äktenskapet.